# Refusenik
Els refuseniks (de l'anglès refuse, «refusar», «denegar»; rus: отка́зники, otkàzniki, literalment: «refusats») eren les persones a qui s'havia denegat el permís per emigrar des de l'URSS o d'un país dependent d'aquesta. Després de ser considerada refusenik, la persona perdia el dret també a treballar en la majoria de feines i havia d'optar per treballs ingrats i l'aïllament social, ja que el motiu al·legat per refusar el permís era la possibilitat que en el nou país de residència contactés amb enemics del govern soviètic i, per tant, els refuseniks passaven automàticament a ser titllats d'antisoviètics. De fet, demanar el visat ja podia ser motiu de sospita política, ja que no s'entenia que una persona preferís viure en un país que no fos l'URSS o que no volgués contribuir a construir-la, i es considerava un símptoma de traïdoria.

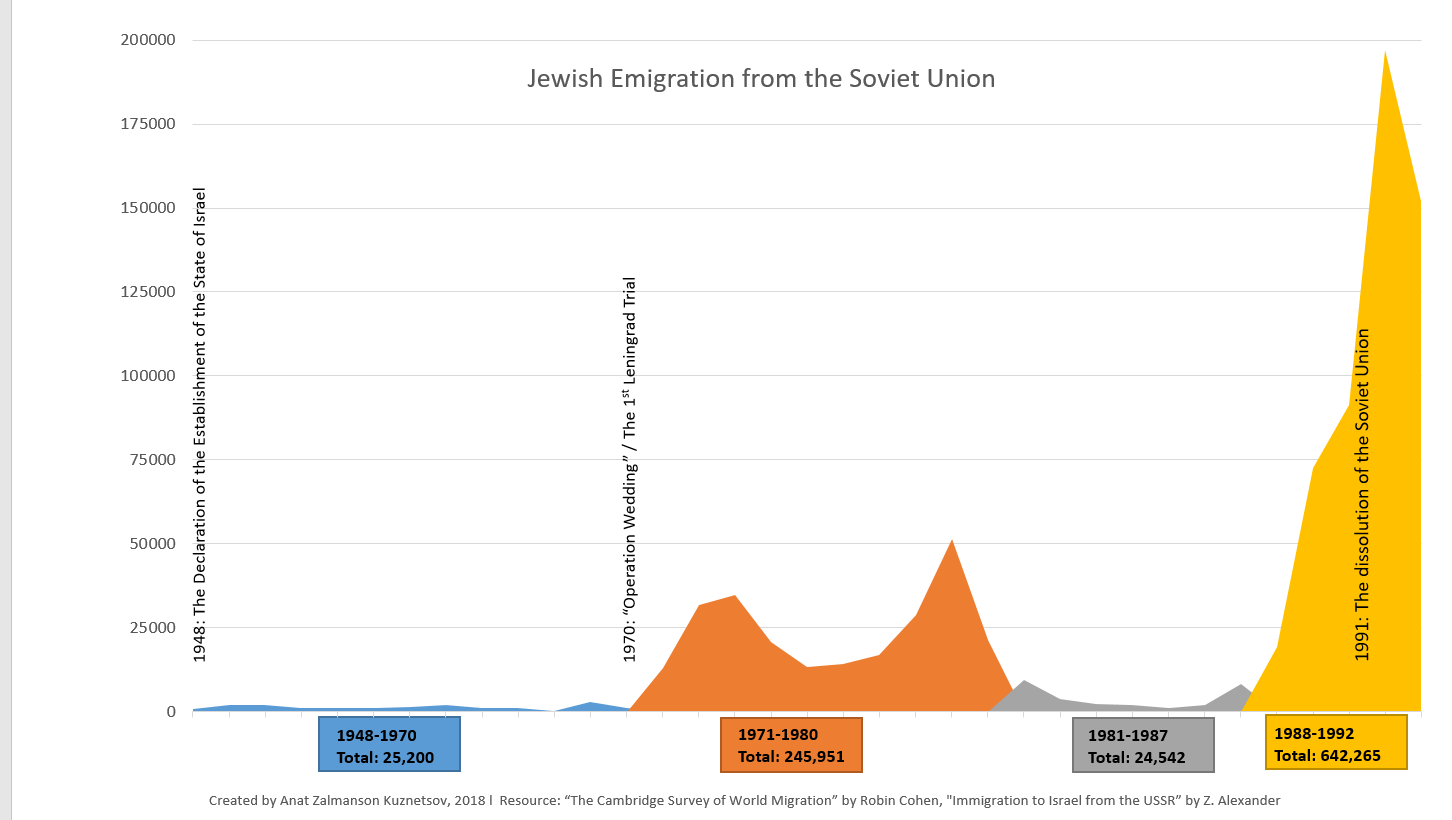
Emigració jueva de l'URSS

Els refuseniks passaven llavors a viure en pèssimes condicions. Aquest fet va portar a l'organització de diversos moviments de protesta i associacions per reclamar els seus drets. Aquestes associacions van participar també en combois d'emigrants il·legals, persones a les que ajudaven a sortir del país malgrat la manca de permís. Si eren descoberts, eren arrestats i executats o condemnats a treballs forçosos a perpetuïtat, amb l'acusació de «parasitisme social» i «enemics del poble». Aquesta emigració era molt difícil pel control estricte de les fronteres per part de l'exèrcit. Les vides d'aquestes persones han estat portades al cinema i a diferents llibres de memòries.
Una gran majoria de persones que havien demanat aquest permís eren jueves que volien anar a viure a Israel després de la Guerra dels Sis Dies per donar suport al govern hebreu en la seva expansió i complir amb l'aliyà. El règim soviètic, però, va considerar que molts d'aquests jueus, per les seves professions, podien haver estat en contacte amb informació reservada que podien passar a països occidentals, especialment per l'aliança entre Israel i els Estats Units, i en conseqüència va denegar la majoria dels visats de sortida.
Altres col·lectius especialment afectats van ser els alemanys del Volga, que volien tornar a l'Alemanya dels seus avantpassats; els armenis, que desitjaven emigrar a les comunitats de la diàspora per guanyar en qualitat de vida respecte a la República Socialista Soviètica d'Armènia; els grecs de Crimea, que volien viatjar a Grècia després que Ióssif Stalin els hagués deportat a Sibèria de manera massiva; molts catòlics i protestants, que volien fugir de la persecució religiosa que patien, i els testimonis de Jehovà, que eren associats amb Occident i discriminats en els seus pobles d'origen.
El zel de no deixar emigrar no va aplicar-se sols a l'URSS sinó també als països sota la seva influència. Els motius al·legats pels governs respectius eren evitar la fugida de cervells, afers de seguretat nacional i la por que els emigrats donessin una mala imatge del model socialista en els seus nous llocs de residència. Igualment es temia una emigració massiva que deixés sense mà d'obra els països d'origen.

## Refuseniks a Israel
Atès que l'estat d'Israel no reconeix el dret a l'objecció de consciència per motius polítics —aquelles persones que decideixen incomplir ordres d'oficials superiors al·legant motius com el pacifisme, l'antimilitarisme, raons religioses o el rebuig a qualsevol activitat relacionada amb l'ocupació israeliana dels Territoris Palestins— els que l'al·leguen solen acabar presos. A més, són considerats refuseniks i són vistos com a traïdors insubmisos per gran part de la societat israeliana i per la quasi totalitat de l'establishment polític i militar.